# 前期破水
前期破水（ぜんきはすい）とは、陣痛前の破水である。陣痛が始まり子宮口全開大前の破水は早期破水といい区別される。早産、胎児の感染、臍帯脱出と胎児ジストレスをおこす非常に危険な病態である。

## 原因
羊膜絨毛膜炎が原因として最も多い。

## 診断
破水が起こったことを証明する。具体的には頸管のpHがアルカリ性であるかを確かめる。また母体、胎児の感染徴候を調べる。その際に胎児ジストレスがないかも確認する。前期破水後の子宮内感染は胎児の敗血症を起こしやすいの注意が必要である。羊膜絨毛膜炎では頚管粘液の細菌培養、好中球エラスターゼ、胎児性フィブロネクチンの測定を行う。

## 治療
感染があれば抗菌薬、陣痛があれば陣痛抑制薬、頸管無力症には頸管縫縮術を行う。胎児ジストレスがおこれば帝王切開を行う。